# ضجيج حراري
الضجيج الحراري أو الضوضاء الحرارية (أو ضوضاء جونسون-نايكست Johnson–Nyquist noise) هي نوع من الضجيج الإلكتروني الذي يتولد من الإثارات الحرارية لحاملات الشحنة (عادة الإلكترونات) داخل المواد الناقلة كهربائياً عند التوازن، والذي يحدث بغض النظر عن أي جهد كهربائي مطبق.
يسمى الاشتقاق الفيزيائي الإحصائي النوعي لهذا الضجيج باسم مبرهنة التبدد-التذبذب fluctuation-dissipation theorem، حيث يستخدم المفهوم المعمم للمعاوقة أو القابلية الكهربائية في توصيف الوسط.
إن الضجيج الحراري في مقاوم مثالي هو تقريباً ضجيج أبيض، أي أن الكثافة الطيفية تكون تقريباً ثابتة؛ وعندما يكون الضجيج محدوداً إلى عرض حزمة محدد، يكون للضجيج الحراري شكل التوزع الطبيعي الغاوسي.

## اقرأ أيضاً
- ضجيج إلكتروني